# Бахтемир (река)
Бахтеми́р — главный рукав и основное продолжение Волги в дельте Волги в Астраханской области России, самый западный из рукавов дельты Волги.
Длина рукава — 125 км. Рукав ответвляется от Волги в 18 км ниже Астрахани. Русловая сеть системы Бахтемира редка, что связано с сосредоточением стока по основному направлению, продолжением которого на устьевом взморье служит Волго-Каспийский канал. Бахтемир является единственным рукавом, использующимся в судоходстве.